# Genetics and the Origin of Species
Genetics and the Origin of Species è un libro scritto nel 1937 dal genetista e biologo evoluzionista Theodosius Dobzhansky. Considerato come una delle opere più importanti nell'ambito della sintesi moderna, questo libro ha sintetizzato e divulgato le scoperte e i principi della genetica delle popolazioni in altre branche della biologia, quali l'ecologia, la morfologia e la sistematica, influenzando profondamente la comprensione delle basi genetiche dell'evoluzione.
Nel complesso, infatti, Genetics and the Origin of Species dimostra l'importanza della variazione genetica, delle mutazioni e dei ri-arrangiamenti cromosomici nell'influenzare l'evoluzione. Il libro presenta inoltre l'idea che l'isolamento genetico sia un fattore fondamentale per la formazione di nuove specie e il loro mantenimento. Buona parte delle argomentazioni presentate nel libro sono basate sugli esperimenti condotti dallo stesso Dobzhansky su Drosophila pseudoobscura, durante i quali Dozhansky affiancò studi controllati in condizioni di laboratorio a studi sul campo delle popolazioni naturali.
Per quest'opera Dobzhansky ha ricevuto la Medaglia Daniel Giraud Elliot from the National Academy of Sciences americana nel 1941.